# وی منگ
وی منگ (魏 萌؛ زادهٔ ۱۴ ژوئن ۱۹۸۹) تیرانداز اهل چین است.
وی در مسابقات کشوری و بین‌المللی در مجموع برندهٔ ۴ مدال طلا، ۳ مدال نقره، ۴ مدال برنز شده‌است.